# Elecciones en Perú

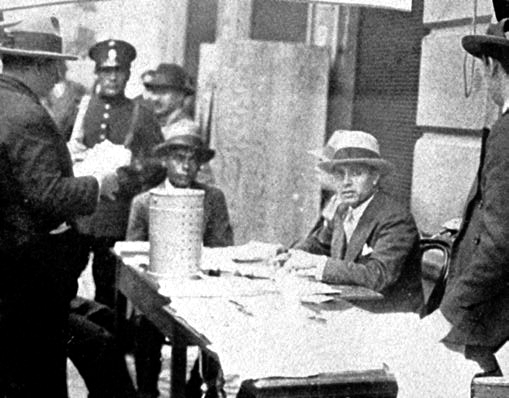
Una de las mesas encargadas de la recolección de votos en Lima durante las elecciones generales de 1931.

El Perú elige a sus autoridades por medio de votaciones universales: todo peruano mayor de 18 años presente en el Registro Nacional de Identificación y Estado Civil puede participar en las elecciones. El voto en el Perú es obligatorio: el sufragio es un derecho y un deber. Desde 20 de noviembre de 1886, el sufragio directo, además que en el estatuto de 1931 prevalece el voto secreto.
Hay tres tipos principales de elecciones en el Perú. De acuerdo al calendario electoral, estas pueden ocurrir un mismo día: Las elecciones generales, que incluye la elección presidencial (en las que se elige al presidente y los dos vicepresidentes) y las elecciones parlamentarias (en las que se elige a los miembros del Congreso de la República); las elecciones regionales, provinciales y distritales, en las que se elige a los gobernadores regionales, alcaldes provinciales y distritales; las elecciones del Parlamento Andino, en las que se elige a los titulares peruanos dicho órgano. 

## Legislación electoral
El artículo 177 de la Constitución Política vigente determina un sistema tricéfalo, por lo que establece que conforman el sistema electoral peruano tres órganos: El Jurado Nacional de Elecciones, la Oficina Nacional de Procesos Electorales (ONPE) y el Registro Nacional de Identificación y Estado Civil (RENIEC).
Las elecciones están definidas en la Ley Orgánica de Elecciones (LOE), ley facultada y respaldada por el Jurando Nacional de Elecciones (JNE), quien a través de sus representantes lo aplica a diario o a cada momento electoral; ya sea para las elecciones, observaciones o juicios de valor de un político. Inicialmente estuvo supervisado por la Junta Electoral Nacional, que no fue autónoma.

### Derecho al voto
El derecho al voto ha sufrido varias transformaciones y ampliaciones a lo largo de la historia:
- La Constitución de 1823 estableció como requisito inicial a los hombres mayores de edad que sepan leer y escribir; además de «tener una propiedad, o ejercer cualquiera profesión, o arte con título público, u ocuparse en alguna industria útil, sin sujeción a otro en clase de sirviente o jornalero», que fue anulado en 1834.[3]
- La Constitución de 1860 establecía que solo podían sufragar los hombres mayores de 21 años de edad que pagaban impuestos (originalmente establecido en 1834)[3] o, alternativamente, sabían leer y escribir. Sin embargo, en 1896, el gobierno de Nicolás de Piérola estableció que el derecho de sufragio no tenía ninguna relación con el hecho de pagar impuestos o, siquiera, de estar inscrito como contribuyente.[4] Así terminó el llamado sufragio censitario.
- La Constitución de 1933 otorgó el derecho de sufragio a las mujeres, pero únicamente para las elecciones municipales.[5] La primera de estas se realizó en 1963. La reforma para ampliar el derecho de voto a las mujeres en todas las elecciones fue dada por el gobierno de Manuel A. Odría en 1955. Las mujeres peruanas votaron por primera vez en las elecciones generales en 1956.[6][7]
- La Constitución de 1979 eliminó el requisito de saber leer y escribir para ejercer el derecho al voto.[7] Así, los analfabetos participaron por primera vez en las elecciones nacionales de 1980. Además de realizar esta modificación, la Constitución de 1979 rebajó la edad para acceder al sufragio de 21 a 18 años.

- Actualmente, la Constitución de 1993, en sus artículos 30 y 31 establece que el derecho de sufragio es universal y obligatorio. Para tener este derecho, no se discrimina por razones tributarias, de sexo o de educación. Solo se discrimina por razones de edad: se adquiere el derecho al sufragio a los 18 años. Una particularidad de esta Constitución es el voto de militares y policías, que se puso en marcha en 2004,[8] a pesar de que se generó polémica por la importancia de este sector en la política peruana.[9]

La evolución del número de electores en el Perú no ha dejado de crecer desde la Constitución de 1979:

### Deber al voto
En el Perú, el voto es, además, obligatorio: todo peruano mayor de 18 años registrado en el Registro Nacional de Identificación y Estado Civil tiene la obligación de votar en las elecciones. Si el ciudadano no sufraga, pierde sus derechos civiles ─por ejemplo, a celebrar contratos o cobrar cheques─ mientras no cancele una multa, cuyo monto es fijado antes de la elección. Esta obligación, que incluyó la sanción a peruanos residentes en el extranjero entre 1970 y 2006, explica en parte el bajo ausentismo en las elecciones:

### Cuotas
Por Ley 26859 de 1997, las listas al Congreso, regiones, municipios y del Parlamento Andino están obligadas a cumplir con una cuota de género del 25 %. La actual Ley 27381 del 2000 incrementó este porcentaje a 30 %.
Por Ley 28869, Ley del Concejal joven, de 2006, las listas a los Consejos Municipales están obligadas a cumplir con una cuota de jóvenes (candidatos menores de 29 años) del 20 %.
Las listas a los Consejos Regionales y Concejos Municipales provinciales están obligadas a cumplir con una cuota nativa del 15 %.

### Selección de candidatos
Previo a su elección, los candidatos deben llevar una llevar la nacionalidad peruana (excepto las municipales), y contar con una determinada edad, que es mayor en cargos mayores. Además no deben ser autoridades militares, ministros, contralores o que estén en el Registro de Deudores de Reparaciones Civiles, por mencionar algunos casos.
Para el caso presidencial, bajo Ley 30998, se ha promulgado las elecciones primarias abiertas, simultáneas y obligatorias en lugar la elección por delegados, recurso que aún no fue llevado a práctica. Con la contrarreforma legislativa de 2023, se eliminó su condición de obligatoria.
Por otro lado, en 2020, se llevaron a cabo las primeras elecciones internas del partido, con la participación de 1.3 millones de miembros. Estas elecciones se desarrollaron mediante procesos directos o indirectos (a través de delegados). Sin embargo, solo el 5 % de los inscritos ejercieron su derecho al voto.

### Barrera electoral
Es un límite mínimo de votos que se establece en una elección para que la representación pueda materializarse en un escaño. Esta cláusula de barrera es utilizada para las elecciones parlamentarias. Se regula por tanto la participación política algunos partidos o candidatos. 
Por Ley 28617 (2005), la barrera electoral parlamentaria es de 6 congresistas en más de una circunscripción electoral o el 5 % de votos válidos a nivel nacional.
El 2005, una Demanda de Inconstitucionalidad (Exp. N°0030-2005-PI/TC) fue interpuesta por 35 Congresistas de la República (más del 25 % del número legal de miembros del Parlamento). Los demandantes alegaban que se afectaba los siguientes bienes constitucionales: derecho de Participación Política, derecho de Elegir y ser Elegido, la potestad de ejercer los derechos políticos a través de organizaciones políticas, etc. El 2 de febrero de 2006, el Tribunal Constitucional declaró infundada la demanda.

### Encuestas
La Ley Orgánica de Elecciones establece que las personas y organizaciones que deseen realizar encuestas deben estar registrados en el Registro Electoral de Encuestadoras. En 2000 se estableció una regulación para las instituciones encargadas. Para 2021, alrededor de 86 encuestadoras están autorizadas para sus operaciones a nivel nacional.
En 2005 JNE realizó una nueva actualización para comprobar la credibilidad de las fuentes. Al año siguiente se exigió exhibir los detalles de la  ficha técnica en medios de comunicación. Las encuestas pueden realizar hasta unos días antes de iniciar los comicios. Luego de concluirse, se permite realizar sondeos boca de urna.

### Franja electoral
La franja electoral es regulada por la ONPE.

## Tipos de elecciones

### Elecciones generales
Las elecciones generales se celebran cada cinco años, o antes en caso de elecciones anticipadas.
Desde su fundación como república, en 1823, el Perú instituyó el principio de separación de poderes. Esto implicó otorgarle a los ciudadanos dos votos diferentes: uno para elegir al presidente de la República y otro para elegir al Congreso. Durante la mayor parte de su trayectoria republicana, el Perú ha tenido un Congreso bicameral, así que este segundo voto se desdoblaba, a su vez, en dos: uno para elegir diputados y otro para elegir senadores.
Para reducir las posibilidades de enfrentamiento entre los dos Poderes elegidos, se estableció, además, que el Congreso se elige el mismo día que se realiza la primera vuelta para la elección del presidente de la República. Se busca que quien obtenga la Presidencia de la República actúe como locomotora que arrastra tras de sí a su lista congresal, llegando a obtener la mayoría de asientos en el Congreso.

#### Elección presidencial
Desde 1979, el Presidente de la República del Perú es elegido por periodos de cinco años, y para la reelección, debe haber transcurrido un mandato presidencial completo. Dicha regla para no volver a postular de forma inmediata se basa en la Carta de 1828.
A partir de la Constitución de 1979, el presidente de la República es elegido por voto universal directo, es decir, elegido directamente por el pueblo. La elección se gana por mayoría absoluta, donde los votos nulos o en blanco no se cuentan. Si ningún candidato obtiene la mayoría de los votos válidos en la primera vuelta, los dos más votados van a una segunda vuelta para otra elección universal directa. 
Para esta elección se utiliza el distrito electoral único. Este tipo de elección se encuentra dirigida por la Constitución de 1993, en que limita la reelección. Sin embargo, existieron casos que rompieron esta regla como la controvertida Ley de Interpretación Auténtica de 1996.

#### Elecciones parlamentarias
El Congreso de la República del Perú cuenta con 130 miembros, o congresistas, los cuales son elegidos también por un periodo de 5 años.  
Los miembros del Congreso se eligen en distritos electorales plurinominales o también llamado distrito electoral múltiple (hasta inicio de los años 2000 fue por distrito único). Es decir que la lista a elegir varía de acuerdo a dónde está inscrito el elector: la lista del distrito electoral de Huamanga es distinta a la lista del distrito electoral de Putumayo, por ejemplo. El Perú cuenta con 26 distritos electorales: los 24 departamentos, la Provincia Constitucional del Callao y el distrito electoral de Peruanos en el extranjero. El número de congresistas que se elige en cada distrito electoral depende de su población electoral. Sin embargo, cada distrito electoral elige, por lo menos, a dos congresistas, así su población electoral no le dé derecho a ello.
En cada distrito electoral, los asientos son distribuidos entre las agrupaciones políticas participantes con un criterio proporcional, es decir, en relación con la votación que hayan obtenido sus listas de candidatos. Esta norma se opera con la cifra repartidora o Método d’Hont. Por este, la votación obtenida por cada lista es dividida entre el número de cada uno de los asientos en juego en cada departamento, identificándose luego las cifras más elevadas.
La forma de votación de estas elecciones es de voto en lista cerrada y no bloqueada y con doble voto preferencial opcional.

#### Elecciones del Parlamento Andino
Los representantes del Perú en el Parlamento Andino son elegidos también por un periodo de 5 años. Se eligen 5 titulares y dos suplentes por cada uno de ellos. Los partidos políticos presentan 15 candidatos. Se elige mediante votación directa en distrito electoral único y cifra repartidora. Aplica voto preferencial.
- Lista cerrada: el JNE fija la lista antes del inicio del elección, es decir, no se permite realizar ningún cambio o tacha.
- Lista no bloqueada: en una elección general de presidente y congresista y parlamentario andino, el elector puede elegir una lista congresal distinta a la lista presidencial sin que esto bloquee o invalide su voto. Se puede hacer lo mismo con la lista de parlamentarios andinos
- Lista con doble voto preferencial opcional: El elector puede designar opcionalmente a un máximo de dos candidatos de su preferencia dentro de una misma lista congresal y también con la lista de parlamentarios andinos.

### Elecciones regionales, provinciales y distritales
Los gobernadores, vicegobernadores y consejeros regionales son elegidos por un periodo de 4 años. Los alcaldes y regidores provinciales, municipales y distritales son elegidos también por un periodo de 4 años. También es válido la elección de centros poblados, por ley. Solo los candidatos a gobiernos regionales deben ser peruanos de nacimiento, y tener como mínimo 25 años de edad; los acaldes distritales y de centros poblado, en cambio, solo necesitan ejercer el derecho al voto.
Las elecciones municipales se iniciaron en 1963. Previamente, por 40 años, fueron elegidos indirectamente al menos en Lima; para eso se convocaron las juntas electorales, con una cantidad reducida de personas. Según la investigación de Sandra Powell, las elecciones de sus autoridades variaron según su estado económico, en especial a los partidos de tendencia popular en pueblos jóvenes.
Estas elecciones se dan en distrito electoral múltiple. Se caracterizan por la participación de los movimientos regionales, una alternativa más ligera a los partidos políticos, y llevan menor carga en su militancia. Además alcanzaron notoriedad en las elecciones de 2022, al incluir gran parte a aquellas inscritas hace menos de cinco años, además de la postura neutral de los funcionarios públicos. De la misma manera que las elecciones parlamentarias, los asientos son distribuidos entre las agrupaciones políticas participantes con un criterio proporcional, siguiendo la cifra repartidora. La Ley de Elecciones Municipales dispone que la agrupación que obtiene la mayoría de votos se lleva no solo la alcaldía sino también la mitad más uno de los asientos que existen en el concejo municipal respectivo. La misma regla rige para los gobiernos regionales.
La forma de votación de estas elecciones es de voto en lista cerrada y no bloqueada y sin voto preferencial.

## Procedimientos electorales
Las elecciones en Perú se celebran tradicionalmente en domingo. Semanas previas a las elecciones, la ONPE publica la ubicación de las mesas de sufragio, que se encuentran en los centros de votación uniformemente repartidos de manera proporcional al tamaño de cada distrito. Estos centros son generalmente entidades educativas (públicas y privadas) así como dependencias del Estado. La ONPE publica también la lista de miembros de mesa, constituida por ciudadanos elegidos por sorteo.
Unos días antes, se establece el silencio electoral para evitar cualquier proselitismo de los partidos políticos. El día de las elecciones, se procede a la instalación de las mesas electorales. Cada mesa está formada por un presidente y dos secretarios. Las papeletas electorales son diseñadas y repartidas por la ONPE. Según el Instituto Peruano de Derecho Electoral, nadie más puede realizar encuentros masivos (sociales, entretenimiento y religiosos) para centrarse únicamente en el proceso electoral, además que aplica temporalmente la ley seca.
Para poder votar, es necesario identificarse previamente con el DNI, aunque hasta 2001 se recurría a la ya descontinuada libreta electoral. Independientemente de que estén caducados, estos deben ser originales y no fotocopiados. Tampoco se permite identificarse con documentos de terceros, incluso con la intención de ofrecer apoyo a otros por temas laborales. Los militares también sufragan, pero no pueden portar armas. Para votar, previa verificación de la identidad del votante, el presidente de mesa le entrega al ciudadano una cédula de votación por elección e invita a dirigirse a la cámara secreta (isolario) para realizar la votación de forma anónima. La cédula de votación, que debe llevar firmada por el presidente de mesa para garantizar su autenticidad, debe introducirse plegada en una ánfora de la mesa de votación. A continuación, el presidente entrega al votante su DNI con una pegatina de sufragio.
Para seleccionar, se marca solo un partido o movimiento por tipo, aunque también es aceptable dejar el recuadro en blanco. Este último ganó notoriedad como respuesta a la crisis de credibilidad de los partidos políticos.
Después del cierre de las mesas de votación, los votos se cuentan manualmente en cada mesa de forma individual en presencia de representantes de los partidos políticos, de la ONPE o de organismos internacionales veedores del proceso. Los representantes de los partidos políticos se le conocen también como «personeros», encargados de defender sus votos y evitar fraudes. El presidente de cada mesa electoral extrae las cédulas del ánfora una por una y, en voz alta, nombra el nombre del candidato o del partido votado cuando este haya sido marcado correctamente dentro del recuadro.
Cuando termina el recuento de la urna, se anuncian los resultados totales y se llena el acta de sufragio, cuyas cédulas se destruyen por motivos de seguridad. Este mismo proceso se repite con cada ánfora del centro de votación. Para las elecciones de 2026, el Congreso acordó que estas no fueran destruidas, sino retenidas por la ONPE durante al menos tres meses.
Todo material electoral es devuelto. El representante de la ONPE recoge las actas de votación, documentos que indica cómo se distribuyeron los votos de un determinado lugar, y se las lleva a su institución para su contabilidad general. Todas las actas son publicadas en su sitio web por motivos de transparencia. Posteriormente, el jefe de la ONPE anuncia al jefe del JNE los resultados. El porcentaje corresponde únicamente a los votos emitidos, lo que puede favorecer a los partidos a pasar la barrera electoral e introducir algunos de ellos en sus escaños. En general, el procedimiento dura un día (establecido en su estatuto de 1931), que puede prolongarse más tiempo caso para las actas observadas o votos impugnados.